# Saint-Laurent-Lolmie
Saint-Laurent-Lolmie foi uma antiga comuna francesa na região administrativa de Occitânia, no departamento de Lot. Estendia-se por uma área de 10,81 km². Em 2010 a comuna tinha 195 habitantes (densidade: 18 hab./km²).
Em 1 de janeiro de 2018, ela foi incorporada ao território da nova comuna de Lendou-en-Quercy.